# Öd (Eslarn)
Öd ist ein Ortsteil des Marktes Eslarn im oberpfälzischen Landkreis Neustadt an der Waldnaab. 

## Geographie
Die Einöde liegt rund zwei Kilometer nördlich von Eslarn am westlichen Hang des 568 m hohen Geisbühls. Nordwestlich von Öd im Abstand von ungefähr 500 m verläuft der Bocklradweg auf der ehemaligen Bahntrasse Neustadt - Eslarn. Im Norden von Öd zieht sich ein ausgedehntes Waldgebiet bis hin zur deutsch-tschechischen Grenze.
Die Nachbarorte sind im Süden Zankeltrad und im Südosten Büchelberg.
Zum Weiler zählen eine Gaststätte und eine Hofkäserei.

## Geschichte
Der Ortsteil Öd hieß ursprünglich Behaimrieth, das ist Böhmer- oder Böhmischrieth.
Es wurde wegen seiner Lage nördlich von Büchelberg hin zur böhmischen Grenze so genannt.
Öd gehört zu den ältesten Siedlungsstätten, die Anfang des 11. Jahrhunderts bei 
der Rodung und Besiedlung des Gemeindegebietes des heutigen Eslarns entstanden.
Diese ältesten Siedlungsstätten sind die heutigen Ortsteile
Büchelberg, Putzhof, Oberaltmannsrieth, Putzenrieth, Paßenrieth, Gmeinsrieth (ursprünglich: Mansenrieth) und
Öd (ursprünglich: Behaimrieth, das ist Böhmer- oder Böhmischrieth).
Die Endung rieth deutet auf Rodung hin.
1266 wurde Öd (damals noch: Behaimrieth) bei einem böhmischen Überfall unter Ottokar II. zerstört.
Danach lag es lange öde und wurde deshalb im Volk nicht mehr Behaimrieth, sondern nur noch „die Öd“ genannt.
Dieser Name ist bis zur heutigen Zeit erhalten geblieben und hat den ursprünglichen Namen verdrängt.
Der Besitzer von Öd als Teil der Güter um Eslarn war seit 1325 Ruger der Punzinger.
1329 wurde Öd durch den Hausvertrag von Pavia von Bayern getrennt und kam an die
Pfalz in Bayern (später „obere Pfalz“ und schließlich „Oberpfalz“) und wurde damit kurpfälzisch.
1334 war Öd wieder besiedelt und wurde von Heinrich dem Plankenfelser, der es vom Punzinger zum Lehen erhalten hatte, an Landgraf Ulrich I. von Leuchtenberg gegeben.
1383 verkauften die Punzinger Öd als Teil ihrer Eslarner Besitzungen an Albrecht Krätzlein von Neysan (= Neusath), der jedoch den Kaufpreis nicht aufbringen konnte, so dass Öd im Besitz der Brüder Ruger, Ulrich und Friedrich Punzinger blieb.
Sie einigten sich 1384 mit den alten und jungen Landgrafen von Leuchtenberg, Johann und Albrecht,
über die Grenzfestsetzung zwischen Öd, dem Holz Pirkach und dem Pfrentschweiher, den die Leuchtenberger hatten anlegen lassen.
Während des Dreißigjährigen Krieges hatte Öd viel zu leiden,
speziell während der Schlachten zwischen dem Grafen Ernst von Mansfeld und dem bayerischen Generalleutnant Freiherr Johann Tserklas von Tilly, die sich von 1620 bis 1621 in der Gegend von Waidhaus und Eslarn abspielten.
Missernten, Hungersnöte und die Pest verschlimmerten die Situation der Einwohner noch zusätzlich.
1628 wurde Öd als Teil von Eslarn und damit der Oberpfalz dem Kurfürsten Maximilian von Bayern zugesprochen und also wieder mit Bayern vereint.
Zum Stichtag 23. März 1913 (Osterfest) wurde Öd als Teil der Pfarrei Eslarn mit 2 Häusern und 8 Einwohnern aufgeführt.
Am 31. Dezember 1990 hatte Öd 5 Einwohner und gehörte zur Pfarrei Eslarn.